# Prigioniero del mondo/Balla Linda
Prigioniero del mondo/Balla Linda è il terzo singolo di Lucio Battisti, pubblicato in Italia nel 1968. Numero di catalogo: SRL 10495.

## Descrizione
Nonostante i già notevoli successi ottenuti come autore, soprattutto con 29 settembre, portata ai vertici dell'Hit parade dall'Equipe 84, i due 45 giri pubblicati come interprete da Battisti non avevano ottenuto grossi riscontri, accentuando la sfiducia della Dischi Ricordi nelle sue capacità di cantante.
L'anno seguente i due brani furono inseriti nel primo 33 giri del cantautore, Lucio Battisti.

### Prigioniero del mondo
Per l'estate del 1968 Mogol e Battisti decidono di puntare su una canzone, Prigioniero del mondo, scritta dal paroliere su una musica di Carlo Donida (ed originariamente destinata a Gianni Morandi, che la incise ma non la pubblicò per l'opinione contraria del suo produttore dell'epoca, Franco Migliacci), compositore con cui aveva collaborato anche negli anni '50 il padre di Rapetti, Mariano, anche lui paroliere con lo pseudonimo Calibi. Lucio la presentò nel programma televisivo "Chissà chi lo sa" (condotto da Febo Conti); viene quindi iscritto dalla Ricordi a Un disco per l'estate 1968, ma non riesce nemmeno a passare il primo turno, e viene eliminato. Riuscirà invece ad aggiudicarsi l'edizione di quell'anno della rassegna canora "Festivalbar", nella sezione 'Discoverde'.

### Balla Linda
La casa discografica, però, concesse un'altra opportunità a Battisti, ed iscrisse al Cantagiro 1968, nel girone B dei giovani, la canzone sul retro, Balla Linda: il brano si classificò al quarto posto, il 45 giri iniziò a muoversi in classifica e Battisti riscosse un buon successo personale in ogni tappa della manifestazione e ottenne anche un notevole successo negli Stati Uniti con una cover inglese chiamata Bella Linda che si piazzò al ventottesimo posto nella Hit Parade.

## Musicisti
- Lucio Battisti: voce, pianoforte in Balla Linda, chitarra, tamburello, cori,
- Maurizio Vandelli: chitarra e cori in Prigioniero del mondo
- Dave Sumner: chitarra elettrica in Balla Linda
- Gianni Dall'Aglio: batteria in Prigioniero del mondo
- Franz Di Cioccio: batteria in Balla Linda
- Damiano Dattoli: basso
- Natale Massara: organo
- 4+4 di Nora Orlandi: cori

## Hit parade
- Il singolo raggiunse la diciassettesima posizione della classifica italiana. Fu l'87º singolo più venduto del 1968[4]

## Tracce
Lato A
Testi di Mogol, musiche di Carlo Donida.
1. Prigioniero del mondo – 3:30 (edizioni musicali Ritmi e Canzoni)

Lato B
Testi di Mogol, musiche di Lucio Battisti.
1. Balla Linda – 3:20 (edizioni musicali Fama e El' & Chris)